# خرف مبكر
الخرف المبكر أو الجنون المبكر أو العُتاه الباكر (باللاتينية Dementia praecox) تشخيص نفسي مهمل مثل سابقًا اضطرابًا نفسيًا متدهورًا مزمنًا يمتاز بانحلال معرفي سريع يبدأ عادةً في المراهقة المتأخرة أو في فترة البلوغ الباكر. استبدل مصطلح الفصام بالخرف المبكر تدريجيًا على مدى سنوات، ليأخذ هذا المصطلح موقعه في الاستخدام التشخيصي الحالي.
كان أرنولد بيك (1851-1924)، بروفيسور علم النفس في جامعة كارلوفا في براغ، أول من استخدم مصطلح الخرف المبكر عام 1891، إذ وصف شخصًا مصابًا باضطراب نفسي يماثل «الفصام الفندي» في تقرير سريري موجز. نشر إميل كريبيلن (1856-1926) مصطلح الخرف المبكر في كتابه المفصل الأول الذي حوى أوصاف حالة مرضية أصبحت في النهاية مفهومًا مختلفًا أُطلق عليه لاحقًا تسمية الفصام. خفض كريبيلن من تعقيد التصنيفات النفسية المعتمدة في القرن التاسع عشر بفصلها إلى فئتين: الذهان الاكتئابي الهوسي والخرف المبكر. أشير إلى هذا التقسيم باسم التقسيم الكريبيلني، وكان له تأثير أساسي على علم النفس في القرن العشرين، رغم أنه كان موضع جدل أيضًا.
من المفترض أن اضطرابات الإدراك أو الوظائف العقلية المتعلقة بالانتباه والذاكرة والسلوك الموجه نحو هدف محدد تمثل الخلل الأساسي في الخرف المبكر. قاطع كريبيلن هذا الافتراض مع الذهان الاكتئابي الهوسي (الذي يُسمى حاليًا الاضطراب ثنائي القطب) وبأشكال أخرى من اضطرابات المزاج التي تشمل الاكتئاب الكبير، واستنتج في النهاية أن من المستحيل أن يميز تصانيفه على أساس الأعراض المتزامنة.
رأى كريبيلن أن الخرف المبكر مرض متدهور مترق لا يُشفى منه أحد، لكن بحلول عام 1913، وللدقة 1920، اعترف كريبيلن أن الإنذار لم يكن بهذا السوء في جميع الحالات وفقًا لتصريحه في تسعينيات القرن العشرين رغم وجود عيب معرفي متبق لدى أغلب المرضى، لكن أشار إليه بصفته مفهومًا مرضيًا خاصًا يسبب جنونًا غير مفسر لا يتجه نحو الشفاء.

## تاريخ
«إن تاريخ الخرف المبكر يطابق تاريخ علم النفس بأكمله» -أدولف ماير.

### الاستخدام الأول للمصطلح
يعود ظهور مصطلح الخرف إلى عهود قديمة، إذ استُخدم منذ عهد لوكريتوس في سنة 50 قبل الميلاد، ودل في ذاك الوقت على «خروج المرء عن العقل»، حتى حل القرن السابع عشر وأصبح المصطلح يشير إلى حالات تقهقر معرفية وسلوكية تقود إلى عجز نفسي اجتماعي. قد تكون هذه الحالة غريزية أو مكتسبةً، ولا يشير المفهوم إلى حالة لا رجعة فيها بالضرورة. شكل هذا المفهوم بفكرته الشائعة حول العجز النفسي الاجتماعي أساس فكرة عدم الأهلية القانونية.
بحلول القرن الثامن عشر، وفي الفترة التي دخل فيها المصطلح الخطاب الطبي الأوروبي، أُضيفت المفاهيم الطبية إلى الفهم العامي، وبذلك أصبح مصطلح الخرف مرتبطًا بالعيوب العقلية الناشئة من أي سبب وفي أي سن. مع نهاية القرن التاسع عشر، بدأ «النموذج الفكري المعرفي» الحديث للخرف بالبزوغ، وهذا يعني أن الخرف أخذ معناه من المعايير المرتبطة بالمسببات المرضية والسن والسير المرضي الذي يستثني أفراد العائلة المصابين سابقًا بالجنون مثل البالغين المصابين برضوض الرأس المكتسبة أو الأطفال ذوي العيوب العصبية. أصبح المصطلح دالًا على حالة غير قابلة للتراجع أبرز ما فيها فقدان الذاكرة المتعلق بتدهور الوظائف العقلية.
اعتمد الطبيب الفرنسي بينديكت موريل مصطلح الخرف المبكر (بالفرنسية démence précoce) عام 1852 لوصف الميزات المرضية في مجموعة فرعية من المرضى الشبان المصابين باعتلال عقلي في مجلده الأول من كتاب التجربة السريرية. زاد موريل من استخدام المصطلح في كتابه مبحث الأمراض العقلية الذي نُشر عام 1860. استخدم موريل -الذي سيترافق اسمه دومًا مع مفهوم الإلهام الديني لنظرية الانحطاط في علم النفس- هذا المصطلح في سياق وصفي دون تعريف فئة تشخيصية جديدة محددة، وطبق ذلك للتفريق بين مجموعة من البالغين والبالغات الشبان المعانين من «الذهول» الذي شملت أعراضه سباتًا ووهنًا واضطرابًا في الإرادة، وارتبط مع فئة السوداوية التشخيصية. لم يعد مولير حالة المرضى غير قابلة للتراجع وبالتالي كان استخدامه لمصطلح الخرف مساويًا للمصطلح الناشئ في القرن الثامن عشر الذي شرحناه سابقًا.
سعى البعض لاعتبار استخدام موريل لمصطلح الخرف المبكر «اكتشافًا» لمرض الفصام ولو بطريقة مشروطة، بينما احتج آخرون بدلائل مقنعة أن استخدام موريل الوصفي للمصطلح لا يجب أن يُعد بأي معنًى ممهدًا لمفهوم مرض الخرف المبكر الذي أوجده كريبيلن. نتج ذلك عن حقيقة أن مفاهيمهما الخاصة بالخرف اختلفت كثيرًا عن بعضها، إذ استخدم كريبيلن السياق الأحدث للكلمة، بينما وصف موريل الفئة التشخيصية لها. في الواقع، اختفى اصطلاح موريل دون أثر حتى مجيء مفهوم بيك وكريبيلن، وكان هناك دليل بسيط يقترح أن بيك أو كريبيلن بالطبع كانا على دراية باستخدام موريل للمصطلح حتى بعد فترة طويلة من نشرهما مفهومهما الخاص بالمرض الذي يحمل نفس التسمية. صرح يوجين مينكوسكي باقتضاب «هناك فجوة كبيرة بين مفهوم الخرف المبكر لموريل وكريبيلن».
وصف موريل عدة اضطرابات نفسية انتهت بالخرف، ونتيجة ذلك قد يكون أول طبيب أمراض عقلية أو طبيب نفسي يطور نظامًا تشخيصيًا مبنيًا على نتائج مفترضة بدلًا من التظاهرات الفعلية للعلامات والأعراض، لكنه لم يجر أي بحث كمي طويل الأمد  يتعلق بسياق الخرف المبكر ونتائجه (كان كريبيلن أول من بحث في ذلك في التاريخ) لذا كان إنذار المرض مبنيًا على مجرد تكهنات. من المستحيل أن نعرف إن كان المرض الموصوف بإيجاز من قبل موريل ذاته ذاك الاضطراب الذي سماه بيك وكريبيلن لاحقًا «الخرف المبكر».

### العامل الزمني
اتصف علم تصنيف الأمراض النفسية بالفوضوية في القرن الثامن عشر، وعانى من ظهور نماذج متضاربة من الأنظمة المتناقضة. بُنيت تصانيف الأمراض النفسية على ملاحظات دراسات متزامنة على مدًى قصير تشمل المرضى الذين لوحظت لديهم العلامات والأعراض الوصفية المفترضة لمفهوم المرض المقصود. شكلت نظرية الانحطاط الموريلية ومفهوم الذهان الوحدوي النموذج النفسي الفكري السائد الذي منح نوعًا من النظام للصورة المجزأة.
اقترحت هذه الفكرة الأخيرة العائدة إلى عالم النفس البلجيكي جوزيف جيزلين (1797-1860) أن تنوع الأعراض الناجم عن الاعتلال الذهني يشكل تظاهرات لعملية مرضية كامنة واحدة. امتلكت هذه المقاربات هيئةً زمانية لكنها افتقرت إلى مفهوم الاعتلال الذهني الذي يشمل فكرةً محكمةً للتغير عبر الزمن تتعلق بطبيعة سير المرض استنادًا إلى مراقبات تجريبية لتغير الأعراض.